# Грачаница (Бугојно)
Грачаница је насељено мјесто у Босни и Херцеговини, у општини Бугојно, које административно припада Федерацији Босне и Херцеговине. Према попису становништва из 2013. у насељу је живјело 794 становника.

## Становништво
| Демографија | Демографија | Демографија |
| Година      | Становника  | Становника  |
| ----------- | ----------- | ----------- |
| 1961.       | 697         |             |
| 1971.       | 887         |             |
| 1981.       | 1.012       |             |
| 1991.       | 1.167       |             |
| 2013.       | 794         |             |